# 도쿄 지하철 9000계 전동차
도쿄 지하철 9000계 전동차(일본어: 東京地下鉄9000系電車)는 1991년부터 운행하고 있는 도쿄 메트로 (이전 제도고속도교통영단)의 전동차이다.

## 형식
| 차분   | 편성  | 년도                  |
| ------ | ----- | --------------------- |
| 시제차 | 01    | 1990년                |
| 1      | 02-08 | 1991년부터 1992년까지 |
| 2      | 09-13 | 1995년부터 1996년까지 |
| 3      | 14-15 | 1997년                |
| 4      | 16-21 | 1999년부터 2000년까지 |
| 5      | 22-23 | 2009년                |

- 2015년 4월 기준으로 도쿄 지하철 9000계 전동차는 23편성을 운행하고 있다.[1]

### 시제차
1990년 가와사키 중공업에서 도쿄 지하철 지요다 선에서 시범 운행을 위해 901편성을 도입했다.

### 1차분
1991년에 도입된 차량으로 이 열차는 도쿄 지하철 난보쿠 선에 도입하기 위해 4량으로 도입되었다. 1996년에 요츠아 ~ 고마고메 구간이 개통되면서 6량으로 증결되었다.

### 2차분
1996년에 요쓰아 ~ 고마고메 구간이 개통되면서 6량으로 증결과 동시에 5량 편성이 추가로 도입되었다. 1995년부터 1996년까지 가와사키 중공업에서 제작했다.

### 3차분
1997년에 요쓰아 ~ 다메이케산노 구간이 개통과 동시에 2편성이 추가로 도입되었다. 전 차량 도큐차량제조에서 제작했다.

### 4차분
2000년에 다메이케산노 ~ 메구로 구간이 개통과 동시에 6편성이 추가로 도입되었다. 전 차량 일본차량제조에서 제작했다.

### 5차분
2009년 5월에 2편성이 도입되었다. 기존의 모델과 달리 팬터그래프, 좌석을 포함한 디자인이 대거 개선해 도입되었다. 기존의 모델과 달리 좌석폭이 늘고 바닥 높이가 줄었다.

## 형성

### 1차분
| 호차 | 1    | 2    | 3    | 4    | 5    | 6    |
| ---- | ---- | ---- | ---- | ---- | ---- | ---- |
| 명칭 | CT1  | M1'  | M2   | M1'  | M2   | CT2  |
| 번호 | 91xx | 92xx | 93xx | 96xx | 97xx | 98xx |

- 2호차, 4호차에 팬터그래프가 존재한다.[1]

### 2차분
| 호차 | 1    | 2    | 3    | 4    | 5    | 6    |
| ---- | ---- | ---- | ---- | ---- | ---- | ---- |
| 명칭 | CT1  | M1'  | T    | M1'  | M2   | CT2  |
| 번호 | 91xx | 92xx | 93xx | 96xx | 97xx | 98xx |

- 2호차, 4호차에 팬터그래프가 존재한다.[1]

## 현황
현재 운행 중인 차량은 가독성을 높이기 위해 굵은 글씨로 표시했다.
| 차호     | 도입 시기       | B수선 시기      | 운행 중단 시기 | 비고                                                                           |
| -------- | --------------- | --------------- | -------------- | ------------------------------------------------------------------------------ |
| 901 편성 | 1990년          | 2016년 ~ 2018년 | 운행 중        | 시제차 이지만 리류얼차이며 B수선을 하면서 도색이 그대로 되었다.                |
| 902 편성 | 1991년          | 2016년 ~ 2018년 | 운행 중        |                                                                                |
| 903 편성 | 1991년          | 2016년 ~ 2018년 | 운행 중        |                                                                                |
| 904 편성 | 1991년          | 2016년 ~ 2018년 | 운행 중        |                                                                                |
| 905 편성 | 1991년          | 2016년 ~ 2018년 | 운행 중        | 리뉴얼이 된 편성은 2016년 8월 15일부터 운행을 시작했다.                        |
| 906 편성 | 1991년          | 2016년 ~ 2018년 | 운행 중        |                                                                                |
| 907 편성 | 1991년          | 2016년 ~ 2018년 | 운행 중        |                                                                                |
| 908 편성 | 1992년          | 2016년 ~ 2018년 | 운행 중        |                                                                                |
| 909 편성 | 1995년 ~ 1996년 | 신조 편성       | 운행 중        | 6량 상태로 도입되었다. 사가미 철도 직결 대비하기 위해 8량으로 증결할 예정이다. |
| 910 편성 | 1995년 ~ 1996년 | 신조 편성       | 운행 중        | 6량 상태로 도입되었다. 사가미 철도 직결 대비하기 위해 8량으로 증결할 예정이다. |
| 911 편성 | 1995년 ~ 1996년 | 신조 편성       | 운행 중        | 6량 상태로 도입되었다. 사가미 철도 직결 대비하기 위해 8량으로 증결할 예정이다. |
| 912 편성 | 1995년 ~ 1996년 | 신조 편성       | 운행 중        | 6량 상태로 도입되었다. 사가미 철도 직결 대비하기 위해 8량으로 증결할 예정이다. |
| 913 편성 | 1995년 ~ 1996년 | 신조 편성       | 운행 중        | 6량 상태로 도입되었다. 사가미 철도 직결 대비하기 위해 8량으로 증결할 예정이다. |
| 914 편성 | 1997년          | 신조 편성       | 운행 중        | 6량 상태로 도입되었다. 사가미 철도 직결 대비하기 위해 8량으로 증결할 예정이다. |
| 915 편성 | 1997년          | 신조 편성       | 운행 중        | 6량 상태로 도입되었다. 사가미 철도 직결 대비하기 위해 8량으로 증결할 예정이다. |
| 916 편성 | 1999년          | 신조 편성       | 운행 중        | 6량 상태로 도입되었다. 사가미 철도 직결 대비하기 위해 8량으로 증결할 예정이다. |
| 917 편성 | 1999년          | 신조 편성       | 운행 중        | 6량 상태로 도입되었다. 사가미 철도 직결 대비하기 위해 8량으로 증결할 예정이다. |
| 918 편성 | 2000년          | 신조 편성       | 운행 중        | 6량 상태로 도입되었다. 사가미 철도 직결 대비하기 위해 8량으로 증결할 예정이다. |
| 919 편성 | 2000년          | 신조 편성       | 운행 중        | 6량 상태로 도입되었다. 사가미 철도 직결 대비하기 위해 8량으로 증결할 예정이다. |
| 920 편성 | 2000년          | 신조 편성       | 운행 중        | 6량 상태로 도입되었다. 사가미 철도 직결 대비하기 위해 8량으로 증결할 예정이다. |
| 921 편성 | 2000년          | 신조 편성       | 운행 중        | 6량 상태로 도입되었다. 사가미 철도 직결 대비하기 위해 8량으로 증결할 예정이다. |
| 922 편성 | 2009년          | 신조 편성       | 운행 중        | 6량 상태로 도입되었다. 사가미 철도 직결 대비하기 위해 8량으로 증결할 예정이다. |
| 923 편성 | 2009년          | 신조 편성       | 운행 중        | 6량 상태로 도입되었다. 사가미 철도 직결 대비하기 위해 8량으로 증결할 예정이다. |

## 차내 사진

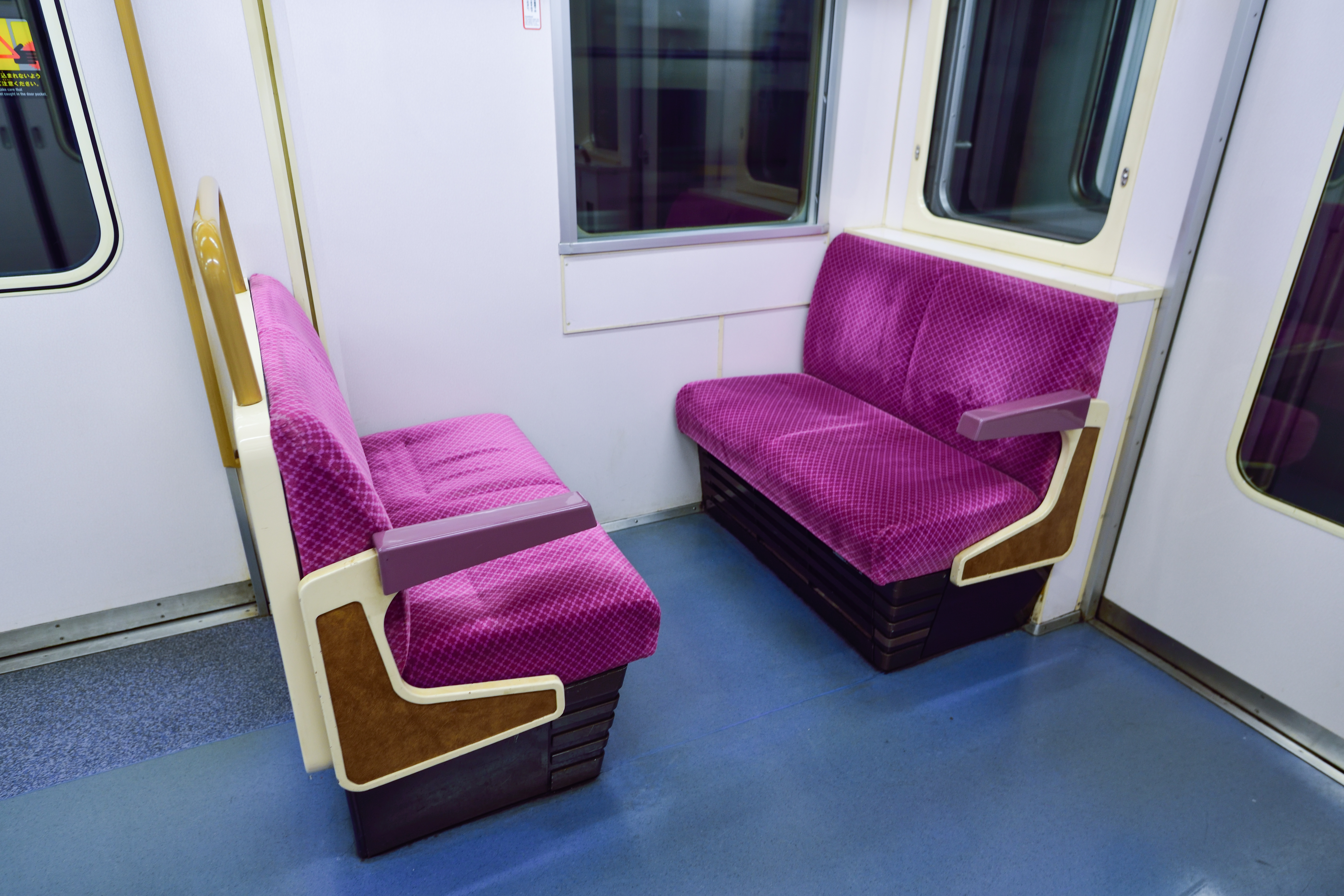
횡방향 좌석
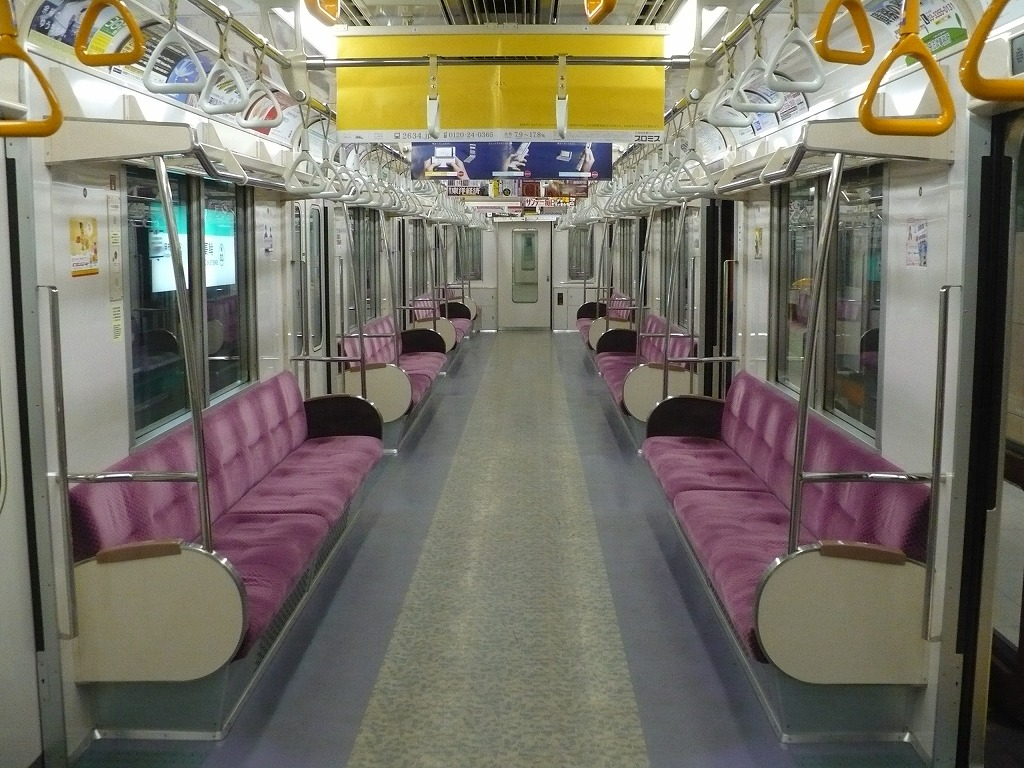
실내의 모습

## 같이 보기
- 사이타마 고속철도 2000계 전동차